# Берик (село)
 Тази статия е за бившето село.  За пролома на река Бистрица вижте Спилието.  
Бѐрик (на гръцки: Μπερίκι) е бивше село в Егейска Македония, Гърция, на територията на дем Костур, област Западна Македония.

## География
Селото е било на около пет километра източно от костурското село Дъмбени, в землището на Дъмбени и на малко разстояние от западната страна на пътя Костур - Лерин. Разположено е било в едноименния пролом Берик на Рулската река, наричана тук Бистрица и още Бериг, (на гръцки Ладопотамос). Днес там е запазен Беришкият мост.

## История
Берик е било малко село, изоставено в размирното време в края на XVIII век при конфликта на Али паша Янински и други албански феодали с централната власт. Селото се споменава в османски дефтер от 1530 година под името Берик, спахийски зиамет и тимар, с 18 ханета гяури, 26 ергени гяури и 4 вдовици гяурки. Жителите на Берик заедно с тези от околните селища основават село Дъмбени, но някои семейства от Берик се установяват и в други околни села.